# 吳永順
吳永順(Mr. NG Wing Shun Anthony Vincent)，SBS，JP，香港建筑师学会前会长，公民黨創黨黨員、執委會成員。

## 經歷
吴永顺建筑师1985年以优等成绩毕业於香港大学建築系，並於1994年取得城市設計碩士銜，同年獲頒香港青年建築師獎。现任香港创智建筑师有限公司董事。他自1987年加入学会以来，曾在理事会、以及各事务部和相关委员会服务，并於2005至2006年担任香港建筑师学会副会长、於2006至2008年担任建筑师註册管理局副主席。多年来吴建筑师一直积极参与公共服务。他在政府諮询委员会辖下的海滨事务委员会、市区重建策略检讨督导委员会和生物多样性策略及行动计划督导委员会担任重要公职。他在香港一家媒体做专栏作家并在专业议题上参与广泛公眾諮询工作，唤起社会人士的意见和参与。他於2014年7月1日获香港特别行政区政府委任為太平绅士。

## 現任公職
- 海濱事務委員會主席
- 共建維港委員會成員及其屬下的海港計劃小組委員會主席
- 城市設計聯盟成員
- 建築物上訴審裁小組成員
- 建築師註冊管理局成員

## 外部參考
- 星島日報專欄作者: 吳永順
- 香港公民黨: 吳永順文章